# Przypadek Stephanie Daley
Przypadek Stephanie Daley (ang. Stephanie Daley) – amerykański film obyczajowy z 2006 roku.

## Treść
Szesnastoletnia Stephanie Daley zostaje oskarżona o zabicie swojego nowo narodzonego dziecka. Dziewczyna odrzuca to oskarżenie twierdząc, iż nie wiedziała, że jest w ciąży, a dziecko urodziło się martwe. Do sprawy oddelegowana zostaje psycholog sądowy Lydie Crane. Ma ona orzec czy Stephanie mówi prawdę.
Dla Lydie sprawa ma szczególne znaczenie, gdyż sama jest w długo oczekiwanej ciąży, a parę lat wcześniej poroniła.

## Obsada
- Amber Tamblyn - Stephanie Daley
- Tilda Swinton - Lydie Crane
- Timothy Hutton - Paul
- Jim Gaffigan - Joe
- Neal Huff - Pan Thomas
- John Ellison Conlee - Jack Hutchinson
- Melissa Leo - Miri
- Trisha LaFache - Karen
- Halley Feiffer - Rhana
- Vincent Piazza - Geoff
- Constance Wu - Jenn
- Michael Nostrand - Stażysta
- Novella Nelson - Dr Lynn
- Jenny Nay - Teri Thomas
- Kaiulani Lee - Pastor

## Nagrody i nominacje
Nagroda Satelita 2006
- Najlepsza aktorka dramatyczna - Tilda Swinton (nominacja)